# Damoiseau (cráter)

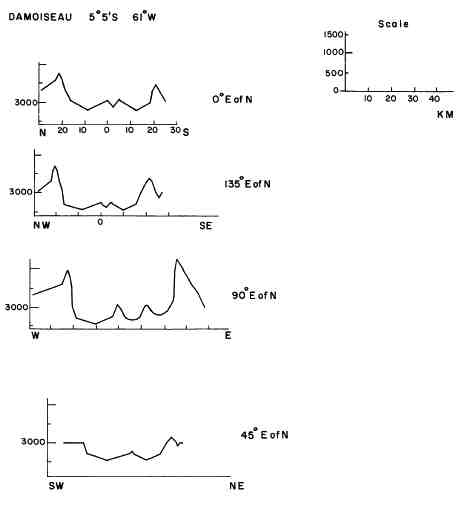
Perfiles transversales

Damoiseau es un cráter de impacto que se encuentra justo al oeste del Oceanus Procellarum, en la parte occidental de la cara visible de la Luna, situado al este del prominente cráter Grimaldi, una llanura amurallada con un suelo oscuro distintivo. Al sur de Damoiseau aparece el cráter Sirsalis.
El bajo brocal de Damoiseau no es netamente circular, y presenta un saliente exterior hacia el noreste y pequeñas protuberancias al norte y al sureste. El suelo interior es irregular y complejo, con una serie de crestas y hendiduras pequeñas (similares a las del cráter Vitello). Damoiseau es concéntrico con un cráter más grande y más viejo, denominado Damoiseau M que es aproximadamente del doble de diámetro. Este elemento externo carece de borde hacia el noreste, donde se cruza con el mar lunar.
Hacia el sureste aparece un sistema de grietas denominado Rimae Grimaldi, que continúa hacia el oeste y el sur, a lo largo de una distancia  máxima de unos 230 kilómetros.
|  |  |

## Cráteres satélite
Por convención estos elementos son identificados en los mapas lunares poniendo la letra en el lado del punto medio del cráter que está más cerca de Damoiseau.
|           | \| Damoiseau \| Coordenadas \| Diámetro \| \| --------- \| ---------------------------- \| -------- \| \| A \| 6°18′S 62°24′O / -6.3, -62.4 \| 47 km \| \| B \| 8°36′S 61°36′O / -8.6, -61.6 \| 23 km \| \| BA \| 8°18′S 59°00′O / -8.3, -59.0 \| 9 km \| \| C \| 9°06′S 62°30′O / -9.1, -62.5 \| 15 km \| \| D \| 6°24′S 63°18′O / -6.4, -63.3 \| 17 km \| \| E \| 5°12′S 58°18′O / -5.2, -58.3 \| 14 km \| \| F \| 7°54′S 62°06′O / -7.9, -62.1 \| 11 km \| \| G \| 2°30′S 55°36′O / -2.5, -55.6 \| 4 km \| \| H \| 3°48′S 59°48′O / -3.8, -59.8 \| 45 km \| \| J \| 4°06′S 62°00′O / -4.1, -62.0 \| 7 km \| \| K \| 4°36′S 60°24′O / -4.6, -60.4 \| 23 km \| \| L \| 4°30′S 59°18′O / -4.5, -59.3 \| 14 km \| \| M \| 5°06′S 61°18′O / -5.1, -61.3 \| 54 km \| |          |
| Damoiseau | Coordenadas | Diámetro |
| A         | 6°18′S 62°24′O / -6.3, -62.4 | 47 km    |
| B         | 8°36′S 61°36′O / -8.6, -61.6 | 23 km    |
| BA        | 8°18′S 59°00′O / -8.3, -59.0 | 9 km     |
| C         | 9°06′S 62°30′O / -9.1, -62.5 | 15 km    |
| D         | 6°24′S 63°18′O / -6.4, -63.3 | 17 km    |
| E         | 5°12′S 58°18′O / -5.2, -58.3 | 14 km    |
| F         | 7°54′S 62°06′O / -7.9, -62.1 | 11 km    |
| G         | 2°30′S 55°36′O / -2.5, -55.6 | 4 km     |
| H         | 3°48′S 59°48′O / -3.8, -59.8 | 45 km    |
| J         | 4°06′S 62°00′O / -4.1, -62.0 | 7 km     |
| K         | 4°36′S 60°24′O / -4.6, -60.4 | 23 km    |
| L         | 4°30′S 59°18′O / -4.5, -59.3 | 14 km    |
| M         | 5°06′S 61°18′O / -5.1, -61.3 | 54 km    |